# Deutsches Meisterschaftsrudern 1906
Das 25. Deutsche Meisterschaftsrudern wurde 1906 in Berlin ausgetragen.
Mit dem Zweier ohne Steuermann, Vierer ohne Steuermann, Vierer mit Steuermann und dem Achter wurde das Wettkampfprogramm von einer auf fünf Bootsklassen erhöht. Somit fand erstmals mehr als ein Wettkampf statt.

## Medaillengewinner
| Bootsklasse            | Gold | Silber | Bronze |
| ---------------------- | --- | --- | --- |
| Einer                  | Hans Wiegels (RV Sport-Germania Stettin) | Konrad Haffner (RG Wiking Berlin) | Anton Weber-Mönchhof (Mainzer RV) |
| Zweier ohne Steuermann | RG Wiking Berlin Carl Ekkehard Ernst Otto Altmann | Mannheimer RG Karl Rau Fritz Rau | Spindlersfelder RV Wilhelm Haynn Johannes Jurich |
| Vierer ohne Steuermann | Ludwigshafener RV von 1878 Jean Seeber Rudolf Fickeisen Hermann Wilker Otto Fickeisen                                                                      | Berliner RK Hellas Rudolf Börger Reinhold Wachter Erich Schwarz Adolf Möller                                                                    | Berliner RC Sport-Borussia E. Thiele Max Boerngen Andreas Wegener G. Eckert                                                                             |
| Vierer mit Steuermann  | Berliner RK Hellas Hans Fischer Leon Blumenthal Anton Fieberg Hans Buchspieß Georg Kube (Stm.)                                                             | keine weiteren Boote | keine weiteren Boote |
| Achter                 | Königsberger RC Kurt Kadgiehn Oscar Adam Artur Froese Karl Leibinnes Gotthard Kecker Richard Friebe Bruno von Borzestowski Erich Paulini Fritz Bock (Stm.) | Frankfurter RV von 1865 Karl Brändl Karl Schäfer Hermann Michels Karl Barth Karl Wurtmann Hans Flauaus Max Hepp August Noll Jean Stenger (Stm.) | Berliner RV von 1876 Reinhold Fils Bruno Werner Alfred Wolff Paul Maywald Wilhelm Wolff Bruno Brülkow Emil Stenzel Hermann Lurch Friedrich Reetz (Stm.) |